# Nadia Battocletti
Nadia Battocletti   (Cles, Trento, Itàlia, 12 d'abril de 2000) és una atleta italiana especialitzada en les proves de fons. Ha participat en 2 Olimpíades, guanyant la medalla de plata en la prova dels 10.000m dels Jocs Olímpics de París. A més, ha guanyat 2 medalles d'or en el Campionat d'Europa de Roma.
Actualment té el rècord nacional italià de 5.000m i 10.000m.

## Marques personals
| Disciplina    | Marca       | Seu   | Data               |
| ------------- | ----------- | ----- | ------------------ |
| 10.000m       | 30:43.35 NR | París | 9 d'agost de 2024  |
| 5.000m        | 14:31.64 NR | París | 5 d'agost de 2024  |
| 1.500m llisos | 3:59.19     | Roma  | 30 d'agost de 2024 |

## Trajectòria professional
| Jocs Olímpics      | Jocs Olímpics | Jocs Olímpics | Jocs Olímpics |
| Any                | Seu           | Posició       | Prova         |
| ------------------ | ------------- | ------------- | ------------- |
| 2020               | Tòquio        | 7a posició    | 5.000m        |
| 2024               | París         | 4a posició    | 5.000m        |
| 2024               | París         | 2             | 10.000m       |
| Campionat del Món  |               |               |               |
| 2023               | Budapest      | 16a posició   | 5.000m        |
| Campionat d'Europa |               |               |               |
| 2022               | Múnic         | 7a posició    | 5.000m        |
| 2024               | Roma          | 1             | 5.000m        |
| 2024               | Roma          | 1             | 10.000m       |